# 라스트 버진
《라스트 버진》(영어: The Last American Virgin)은 미국에서 제작된 1982년 성장 섹스 코미디 영화이다. 보아즈 다비드손이 본인이 연출했던 1978년 이스라엘 영화 《그로잉 업》을 직접 리메이크하였다. 로런스 모너슨, 다이앤 프랭클린, 스티브 앤틴, 조 루보, 루이자 모리츠 등이 출연하였고, 요람 글로부스 등이 제작에 참여하였다.

## 출연
- 로런스 모너슨
- 다이앤 프랭클린
- 스티브 앤틴
- 조 루보
- 루이자 모리츠
- 브라이언 펙
- 키미 로버트슨

## 기타 제작진
- 협력 제작: 데이비드 워마크
- 작곡: 데버라 해리